# Заречная (Орловская область)
Заречная — деревня в Орловской области России. 
В рамках административно-территориального устройства входит в Становский сельсовет Орловского района, в рамках организации местного самоуправления — в Орловский муниципальный округ.

## Население
| 2010 |
| ---- |
| 65   |

Согласно результатам переписи 2002 года, в национальной структуре населения русские составляли 100 % от жителей.

## История
В 1961 году указом Президиума Верховного Совета РСФСР деревня Хрыки переименована в Заречная.
С 2004 до 2021 гг. в рамках организации местного самоуправления деревня входила в Становское сельское поселение, упразднённое вместе с преобразованием муниципального района со всеми другими поселениями путём их объединения в Орловский муниципальный округ.